# Akademia Alfonsjańska
Akademia Alfonsjańska (łac. Accademia Alfonsiana), Wyższy Instytut Teologii Moralnej (wł. Istituto Superiore di Teologia morale)  – wyższy instytut Kościoła katolickiego należący do Zgromadzenia Najświętszego Odkupiciela z siedzibą w Rzymie.

## Historia
Instytut został założony 9 lutego 1949 roku przez zakon redemptorystów jako Accademia Alfonsiana w budynku istniejącej od 1855 roku Wyższej Szkoły w kompleksie budynków przy kościele św. Alfonsa Liguori w dzielnicy Esquilino. Patronem teologów moralistów i spowiedników jest św. Alfons Liguori, doktor Kościoła i założyciel zakonu redemptorystów. Rozpoczęto wykłady teologii moralnej, teologii dogmatycznej, prawa kanonicznego, filozofii i hebraistyki. Podczas drugiego soboru watykańskiego akademia wniosła znaczący wkład w przygotowanie konstytucji duszpasterskiej „Gaudium et spes”. Od 1960 roku uczelnia funkcjonuje w ramach struktur Wydziału Teologicznego Papieskiego Uniwersytetu Laterańskiego w Rzymie. 
Istniejąca od roku 1855 biblioteka została wzbogacona w 1867 przez darowiznę biskupa Clémenta Villecourta z La Rochelle. Już w 1905 biblioteka akademicka ze stanem 20 000 tomów była uważana za jedną z najlepszych bibliotek kościoła katolickiego w Rzymie. Uczelnia jest wspomagana finansowo przez fundację La Fondazione Alfonsiana.

## Uczelnia
Na uczelni możliwe są studia specjalistyczne z teologii moralnej. Wykłady i seminaria prowadzone są w sektorach refleksji teologicznej: metodologicznym, biblijnym (zagadnienia moralne w świetle Starego i Nowego Testamentu), patrystycznym, historycznym i systematycznym (teologia moralna fundamentalna i szczegółowa) oraz antropologicznym (systematyczna i empiryczna). Na akademii studiowało od 1949 roku ponad 4500 studentów z około 60 państw uzyskując tytuł zawodowy licencjata lub stopień naukowy doktora ze specjalizacją teologia moralna. Zatrudnionych jest około 33 wykładowców (2017 rok), w większości są  to redemptoryści. Akademia wydaje Studia Moralia – Editiones Accademiae Alfonsianae, czasopismo naukowe z przedmiotu teologii moralnej. Spośród absolwentów Akademii trzech zostało kardynałami i 72 biskupami.
W roku akademickim 2012/2013 w Akademii Alfonsjańskiej na studiach licencjackich i doktoranckich zapisanych było 286 studentów, w tym 118 z Europy, 70 z Ameryki Północnej i Południowej, 47 z Azji, 50 z Afryki oraz jeden z Australii i Oceanii. Corocznie około 45 absolwentów kończy studia ze stopniem licencjata i około 30 ze stopniem doktora teologii moralnej w trzech podstawowych specjalnościach: teologii moralnej fundamentalnej, społecznej i bioetyki. 
Rektorem akademii w latach 2013–2018 był o. Andrzej Wodka CSsR, profesor nadzwyczajny uczelni. W latach 2018–2023 funkcję tę sprawował o. prof. Alfonso Amarante CSsR.

## Wykładowcy (wybór)
- Nella Filippi
- Krzysztof Bieliński
- Wojciech Bołoz
- Bernhard Häring
- Gabriel Witaszek
- Andrzej Wodka

## Studenci Akademii (wybór)
- Carl Frederick Mengeling
- Severino Poletto
- Charles E. Curran
- Marin Srakić
- Francesco Coccopalmerio
- Joseph Charron
- Oscar Rodriguez Maradiaga
- Polycarp Pengo
- John Clayton Nienstedt
- Luigi Padovese
- James D. Conley
- Bryan Massingale
- Sérgio da Rocha
- Michael Sis
- Carlo Caffarra
- Peter Comensoli
- Wojciech Polak
- Konrad Glombik
- Zdzisław Klafka
- Joachim Ciupa
- Andrzej Dziuba
- Jerzy Gocko
- Jerzy Kraj
- Józef Wróbel
- Ireneusz Mroczkowski
- Szczepan Wesoły